# Ofanto
El río Ofanto es un río costero del sur de Italia, que desemboca en el mar Adriático. Típicamente mediterráneo, es un curso fluvial caprichoso, cuyas márgenes y, sobre todo el delta, gozan de ricas fauna y flora. Este río ha visto, en el curso de la historia, desarrollarse grandes civilizaciones, y pasar numerosas olas de invasiones, como la de los cartagineses, triunfantes sobre los romanos en la célebre Batalla de Cannas.

## Geografía
El río Ofanto (latín Aufidus) es el curso de agua más importante de Apulia y, con 170 kilómetros, el más largo de la península italiana al sur del río Reno (en la fachada adriática). Tiene sus fuentes a 715 m de altitud, en las vertientes de las colinas de la localidad de Nusco, al sur de Torella dei Lombardi, en la Provincia de Avellino. Irrigando una vasta parte del sur de la península, el Ofanto atraviesa Campania, Basilicata y Apulia para desembocar en un delta en el Adriático entre Margherita di Savoia y Barletta, en las cercanías del golfo de Manfredonia.
El Ofanto es un río típico de los Apeninos meridionales; después de haber seguido un curso impetuoso en su valle alto, se sosiega y fluye lentamente dibujando anchos meandros cerca de su desembocadura.

## Hidrografía
Su cuenca hidrográfica cubre una zona de 2.780 km², en la cual viven más de 420.000 personas. Su caudal está estimado en 14,30 m³/s, su régimen hidrológico de tipo pluvial meridional es muy irregular (con fuertes estiajes estivales, de 1 a 2 m³/s, y con los máximos en otoño, de 35 a 40 m³/s). Es el río más importante al sur del río Reno, en el litoral adriático.
Sus afluentes principales son:
- por la margen derecha:
  - el Ficocchia;
  - el Fiumara de Atalla (el más importante de los tributarios, aunque sólo tiene una longitud de una treintena de km);
  - el Olivento;
  - el Locone;
- por la margen derecha: 
  - el Isca de Mora;
  - el Sarda;
  - el Orata;
  - el Osento.

## Historia
Los numerosos vestigios del valle del Ofanto testimonian una larga historia. En Trinitapoli, los hipogeos revelan la religiosidad de los hombres de la civilización de la Edad del Bronce. En Canosa di Puglia, las ruinas atestiguan la presencia, antes de la conquista romana, de asentamientos griegos y latinos en esta parte de la península que llevaba el nombre de Apulia. La ciudadela de Canne della Battaglia recuerda la gran victoria (Batalla de Cannas) de Aníbal sobre el ejército romano de los cónsules Varrón y Lucio Emilio Paulo, el 2 de agosto del año 216 a. C., quien estuvo a punto de poner término a la existencia de la gran ciudad del Lacio. La pequeña población de Barletta, en la salida del valle, ilustra, a través de su patrimonio, la historia agitada de la región después del fin del Imperio romano de Occidente y guarda la memoria de los diferentes invasores que la ocuparon: moros, bizantinos, normandos, los emperadores Hohenstaufen, angevinos, aragoneses, Borbones de España, hasta su incorporación al Reino de Italia en 1861.
A lo largo de la historia, el Ofanto ha sido citado muchas veces en obras literarias, con diferentes nombres según las épocas. Los escritores latinos como Horacio, Virgilio o Tito Livio le llamaban Aufidus flumen, mientras que los poetas medievales lo denominaban Offidi, Aufidi o Aufentum.

## Fauna y flora

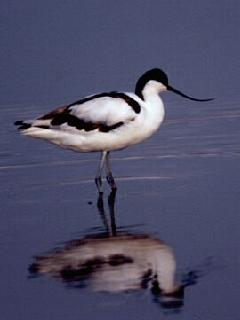
Avoceta común.

El Ofanto posee un rico patrimonio natural; para preservarlo su desembocadura ha sido declarada área natural protegida. El humedal próximo a Margherita alberga numerosas especies animales, sobre todo de aves, como la avoceta común, la lavandera cascadeña con el dorso gris y las extremidades inferiores amarillas, y el andarríos chico con el dorso pardo-verdoso. No es raro encontrar al zampullín común que disimula su nido en medio de la densa vegetación de las riberas, la pollona negra, de plumaje negro y de pico rojo, fácilmente identificable por la carrera que precede a su vuelo. Otras especies tiene su hábitat establecido como el martín pescador común, con un bello plumaje, brillante y colorido; la garza real europea, con el plumaje gris pálido y cuya envergadura puede alcanzar cerca de dos metros; la garza imperial, más pequeña que la anterior y con el plumaje más oscuro; la garceta común, en ocasiones llamada garceta blanca. Las rapaces están representadas por el cernícalo primilla y el cernícalo Común. 
Las riberas del río acogen a numerosos mamíferos, como el zorro, la liebre europea, el tejón europeo, la comadreja, el topillo campesino, el topo común y varias clases de reptiles como la culebra de Esculapio, la culebra verdiamarilla, así como sus presas favoritas: lagarto verdinegro, diversos anfibios como la rana, la ranita de San Antonio y el sapo común europeo. 
De los peces que viven en las aguas del río, los más representativos son las carpas comunes, las carpas doradas, las anguilas, los surubíes, los esturiones del Adriático, y las alosas.
La vegetación que bordea el río se vuelve más variada a medida de su proximidad a la desembocadura. En su curso superior, se encuentran pocas especies vegetales en las orillas, únicamente algunas familias de arbustos y de plantas herbáceas. Mientras que el Ofanto discurre por la llanura, la acumulación de limo favorece la aparición de plantas acuáticas, aunque los sauces y los álamos crecen en las riberas. A partir de Canosa di Puglia, el río ralentiza su curso, acumula limo, con zonas elevadas donde crecen alisos, hayas, robles, nogales y también tamariscos, cannas, salicornias y múltiples géneros de gramíneas, como los carrizos.